# Andrew Bird (Ruderer)
Andrew David Bird (* 17. März 1967 in Greymouth) ist ein ehemaliger neuseeländischer Ruderer.

## Karriere
Bird nahm an den Olympischen Sommerspielen 1988 teil. In der Vierer-mit-Steuermann-Regatta gewann er die Bronzemedaille.
Zudem gewann Bird Silber bei den Weltmeisterschaften 1986 und bei den Commonwealth Games 1986.